# Deichstrafe
Die Deichstrafe war die Sanktion, die verhängt wurde, wenn Grundeigentümer nicht ihrer Deichpflicht nachkamen. Die Strafe konnte dabei von der Geldstrafe, der Gefängnisstrafe, der Entziehung von Hof und Land bis hin zur Todesstrafe reichen.
Die Todesstrafe war nur kurze Zeit üblich. So wurde vermutlich 1537/38 ein Deichpflichtiger in Winsen (Luhe) zum Tode verurteilt, der durch versäumte Deichunterhaltung einen Deichbruch verursacht hatte. Ihm sollte der erste Baupfahl an der Bruchstelle durch den Leib geschlagen werden. 1563 wurde in Bleckede ein Deichpflichtiger nach einem Deichbruch zum Tode verurteilt, indem man „einen Pall durch sin Liff stote“ (einen Pfahl durch seinen Leib stoße).  Auch konnte bestraft werden, wer Deichschäden nicht anzeigte oder nicht bei der Deichverteidigung half. In späteren Jahren wurde eine Strafe erst fällig, wenn die Schäden nicht innerhalb einer Frist behoben wurden und war vor allem als Geldstrafe zu zahlen. Die Frist war schriftlich mitzuteilen.